# Magyar nők a Gulágon
Én már tudom azt, hogy a börtön és a láger nem a legszörnyűbb, ami az emberrel történhet. Az egyetlen szörnyű, ami az emberrel történhet, az, ha nem tud sem tükörbe, sem önmagába nézni. 
A Magyar nők a Gulágon Sára Sándor 3 részes dokumentumfilmje. A három rész alcíme: Mikor vittek Szibéria felé..., A nép ellenségét átvettem és Hallgatásra ítélve. A film azokról a magyar nőkről szól, akiket erőszakkal tartóztatott le és hurcolt el a szovjet hadsereg, koholt vádak alapján Szibériába, a Gulagra.

## Története
A második világháború után Magyarországon az egyik legfontosabb kül- és belpolitikai kérdés volt, hogy mi lett a sorsa a Szovjetunióba hurcolt magyaroknak. Sára Sándor azokat a nőket kutatta fel, akik életben maradtak ezután a szörnyűség után. 
A film főszereplői áldozatok és nem bűnösök. Az elhurcolt asszonyok szólalnak meg és mondják el, hogyan ragadták el őket családjaiktól és vitték kényszermunkára a munkatáborokba, akár több évre is. 
A filmben híradóbejátszások által mutatja meg a rendező, hogy készült az oroszok vezette Szövetséges Ellenőrző Bizottság „megrendelésére” a lista, ami alapján az embereket összeszedték.
Nem egész történeteket láthatunk, hanem a rendező rakja össze a mondatok, megjegyzések alapján a szemtanúk félmondataiből az egységes történéseket. A vádak kémkedés, ellenséges tevékenységek voltak, amelyeket a letartóztatás, vallatás után a kikényszerített vallomás követett, ami után az ítélet akár 10-25 év is lehetett.
A filmben megszólal Karig Sára, akit Vorkutára vittek munkatáborba és Szára néven került be az orosz nyilvántartásba, úgy mint, "nő vagy személy", tehát akár férfi is lehetett a papír szerint. A fagyos 20-40 fokos hidegben 6 éven át küzdött az életben maradásáért, ahol naponta 10-12 órás felszíni fejtési munkát kellett végeznie.